# Panzer VI Tiger
El Tiger I, cuya designación oficial era Panzer VI Tiger, fue un tanque pesado alemán desarrollado en 1941 y usado en la Segunda Guerra Mundial hasta la aparición del Tiger II. Su última designación oficial alemana fue Panzerkampfwagen Tiger Ausf. E (‘vehículo de combate blindado Tigre variante E’), a menudo abreviado como Tiger (pronunciaciónⓘ). El apodo del tanque fue puesto por Ferdinand Porsche; Fue fundador de la marca automovilística Porsche, más tardé el número romano se le añadió después de que el Tiger II entrara en producción. La primera designación oficial alemana fue Panzerkampfwagen VI Ausf. H, pero el nombre en marzo de 1943 fue cambiado a Panzerkampfwagen VI Tiger Ausf. E. La designación del inventario de vehículos militares alemanes para este tanque era Sd.Kfz. 181.
El Tiger fue un proyecto de tanque pesado amado por hitler que dio luz verde para crearlo, pero últimos estudios y documentación detallada, ponen el proyecto como contramedida hacia los tanques pesados británicos y los cañones antitanque durante la Batalla de Francia, lógicamente en la Operación Barbarroja los problemas de lucha contra los carros soviéticos aceleraron el proyecto. 
Durante su desarrollo se vieron los problemas que tenía el diseño con los motores existentes para mover el tanque pesado, a lo que se sumó la manipulación de Krupp para mantener el monopolio de la construcción de cañones y la escasez de tungsteno para los proyectiles. El informe de Porsche contrario a que se adoptase el cañón Flak de 88 mm que tenía preparado Rheinmetall para la torreta ya preparada fabricada por Fahrgestell, retrasaron aún más el proyecto del prototipo. El retraso se incrementó aún más porque la Oficina de Desarrollo de Carros tuvo empantanado el proyecto del Tiger hasta el otoño de 1940, contraviniendo la orden directa de Hitler. El propio Ferdinand Porsche desobedeció las órdenes de la Oficina, y bajo su propia iniciativa se encargó de realizar la tarea independientemente, poniendo a sus ingenieros a trabajar en el diseño por él concebido del tanque pesado. 
En noviembre de 1940 la Oficina de Desarrollo de Tanques inició oficialmente el proyecto e hizo un pedido a Nibelungenwerk para el montaje en serie de seis prototipos Panzerkampfwagen de 45 tn. Porsche, al tener el diseño muy avanzado, tardó muy poco en ponerlo en funcionamiento, pero al fabricarlo sin seguir las directrices militares se encontró con tantas trabas burocráticas que casi le hicieron empezar de nuevo la fabricación del prototipo. El motor todavía no se había decidido, pero el chasis y las orugas ya estaban en montaje cuando Krupp presentó su cañón modificado L/56 de 88 mm (que entonces tenía una velocidad en boca de 840 m/s con un casquillo de 931 mm de largo), lo que obligó a Porsche a cambiar la cúpula deprisa y corriendo para poder alojar en su interior tanto el cañón como la munición. El cañón modificado era el mismo que el Flak 18, pero cambiando las sujeciones y los puntos de mira. 
Mientras se continuaba con la construcción de los prototipos, Krupp presentó a la oficina otro cañón, pero de calibre 105 mm denominado Kwk L/47. Este disparaba proyectiles con una velocidad en boca de 840 m/s montados en una vaina de 1100 mm, pero se descartó porque la efectividad del cañón de 88 mm estaba ya más que probada. 
En la siguiente reunión de expertos y con Hitler de director del proyecto, se eligió el cañón de 88 mm como armamento principal del tanque pesado y se encargó la finalización de los 6 prototipos con un chasis de 80 mm de espesor en el frontal y de 60 mm en los laterales, y tres de las torretas con diseño de Porsche. 
El Tiger I proporcionó al Heer su primer tanque equipado con el cañón de 88 mm, que había demostrado previamente su efectividad tanto contra blancos aéreos (para lo cual había sido creado) como terrestres (tanques, búnkeres y posiciones enemigas). Durante el curso de la guerra, el Tiger I entró en combate en todos los frentes de batalla que tenía Alemania. Por lo general fue desplegado en batallones de tanques independientes, y demostró ser un carro formidable.[cita requerida]
Mientras que el Tiger I era temido por sus oponentes, era técnicamente complicado, usaba materiales y métodos de producción caros y de trabajo intensivo, consumiendo mucho tiempo de producción. Por todo ello, solo fueron fabricadas 1347 unidades entre agosto de 1942 y agosto de 1944. El Tiger era propenso a ciertos tipos de fallos en las orugas que provocaban inmovilizaciones, aunque en general era mecánicamente fiable pero laborioso de mantener y complicado de transportar debido a sus ruedas de apoyo superpuestas y entrelazadas. En 1944 se dejó de producir en favor del Tiger II.
Apenas un puñado de tanques Tiger I sobreviven en museos y exposiciones. Quizás la muestra más notable es el Tiger 131 del Museo de Tanques de Bovington, el único que fue restaurado a condiciones de funcionamiento. El manual de entrenamiento de la tripulación, el Tigerfibel, se convirtió en una pieza de coleccionista.

## Desarrollo
En Henschel & Sohn comenzaron el desarrollo del Tiger en la primavera de 1937. En 1941, Henschel y otras tres compañías (Porsche, MAN y Daimler-Benz) diseñaron un tanque de 35 t, armado con un cañón de 75 mm. 
La aparición del T-34 dejó estos diseños obsoletos, y según el diseñador Erwin Aders de Henschel «había una gran consternación cuando se descubrió que los tanques soviéticos eran superiores a los que disponía la Wehrmacht». Se pidió inmediatamente un aumento de peso hasta las 45 t y un cañón de calibre 88 mm.
La fecha escogida para los nuevos prototipos fue el 20 de abril de 1942, el día de cumpleaños de Hitler. Con el tiempo limitado, se utilizaron los diseños existentes de tanques más ligeros como base para el nuevo tanque. A diferencia del Panther, el diseño no incorporaba las innovaciones del T-34 ni se incluyó la ventaja del blindaje inclinado, pero el grosor y peso del blindaje del Tiger compensaban esta carencia.
Porsche y Henschel enviaron sus diseños del prototipo y fueron comparados en Rastenburg. El diseño de Henschel fue aprobado pero debía utilizar la torreta del diseño de Porsche. La producción del Panzerkampfwagen VI Ausf. E comenzó en agosto de 1942. En ese momento, se pidieron también 90 chasis de la versión de Porsche, que no fueron usados como tanques sino convertidos en el Panzerjäger Tiger (P), también conocido como Ferdinand, y tras las órdenes de Hitler del 1 y 27 de febrero de 1944, como Elefant.
El Tiger estaba en su fase de prototipo cuando se apresuró su entrada en servicio, y luego los cambios, tanto los importantes como los menores, se realizaron ya durante la producción. El rediseño de la torreta con una cúpula más baja y segura fue el cambio más significativo. Para recortar los costes, se eliminaron la capacidad de sumergirse y el sistema de filtrado del aire.

## Producción

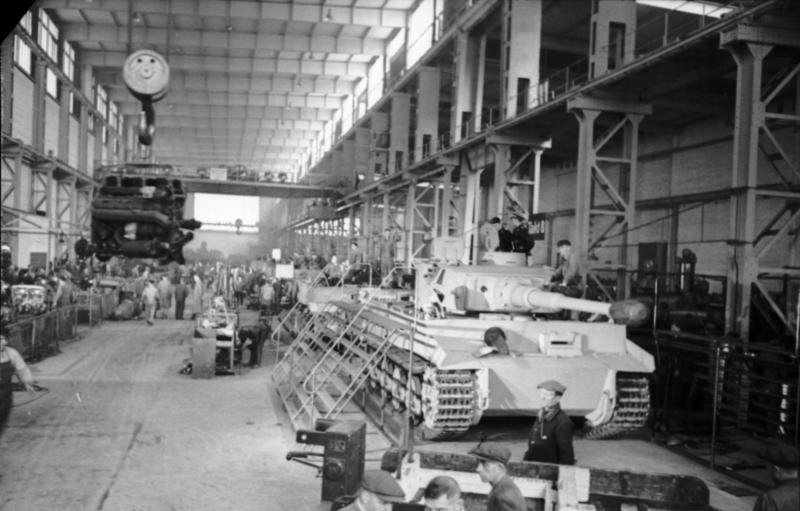
Fábrica del Tiger I.

La producción del Tiger I comenzó en agosto de 1942, y se construyeron 1355 unidades hasta agosto de 1944, cuando la producción fue terminada. Se inició la construcción de los tanques a un ritmo de 45 al mes, alcanzando el máximo en abril de 1944 con 104 al mes. El máximo número de tanques disponibles fue de 671 el 1 de julio de 1944. En términos generales, costaba el doble de tiempo construir un Tiger I que cualquier otro tanque alemán. Cuando empezó a producirse el Tiger II en enero de 1944, se detuvo la del Tiger I.

### Número total de Tiger
Aunque 1350 es la cifra común, una revista de la Segunda Guerra Mundial mostraba la cifra de 1355 en la edición enero de 1944. En el libro Die deutsche Panzertruppe (1999) se da como cifra, incluyendo el prototipo, de 1347. Otras fuentes sugieren 1600 unidades.

## Diseño
La principal diferencia del Tiger I con los anteriores tanques alemanes radicaba en su diseño. Los que precedieron al Tiger I estaban equilibrados en movilidad, blindaje y potencia de fuego. En ocasiones tenían una capacidad de fuego menor que la de sus oponentes, pero por diversas causas habían conseguido salir bien parados en combate.
El Tiger I acentuaba la potencia de fuego y la protección a expensas de la movilidad. Los estudios para un nuevo tanque pesado comenzaron a finales de la década de 1930 sin un plan de producción. El empuje definitivo para el Tiger I fue proporcionado en 1941 por la calidad del T-34 soviético, aunque la necesidad de un tanque más potente que los Panzer III y Panzer IV se hizo ya notoria en 1940 tras enfrentamientos contra los tanques Matilda II y años más tarde el Churchill.
Aunque el diseño y la disposición general eran similares al del anterior tanque medio, el Panzer IV, el Tiger I pesaba el doble. Esto se debía al blindaje sustancialmente más grueso, el cañón de mayor tamaño y, consecuentemente, un depósito mayor para combustible y munición, un motor más grande y una transmisión y suspensión más sólidas. El parecido físico hizo que en muchas ocasiones se confundieran los Panzer IV con los Tiger I.

### Protección
El Tiger I tenía un blindaje frontal de 100 mm de grosor, en comparación con los 80 mm de los últimos modelos del Panzer IV, y 80 mm en los laterales y la parte posterior. Esto era muy efectivo para detener los proyectiles antitanque de la mayoría de los cañones de la Segunda Guerra Mundial a distancia normal de combate, especialmente los disparos directos. A distancias más cercanas y por los flancos, el tanque era más vulnerable. El blindaje superior tenía un espesor de 25 o 40 mm, similar al de los tanques moderno. El blindaje lateral fue una ventaja enorme frente al Panther, que sufría demasiado con su escaso blindaje lateral (solo 45 mm frente a los 80 mm del Tiger I).

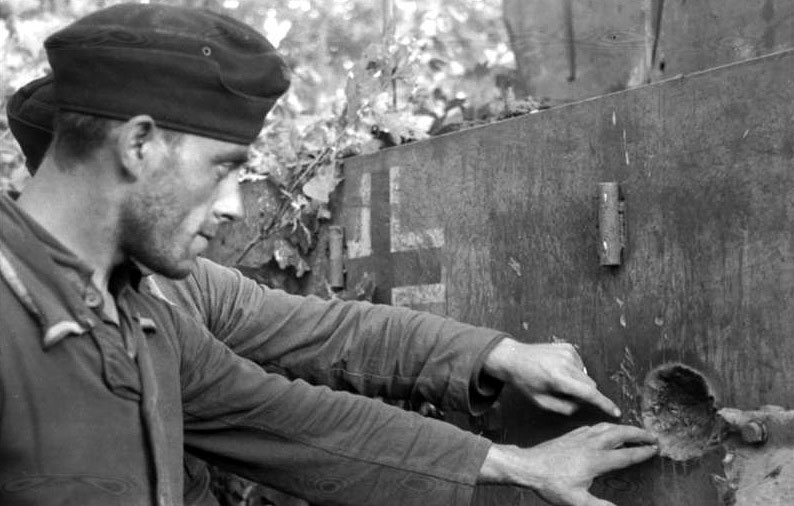
Soldados inspeccionando un impacto en el blindaje de un Tiger I.

Al ser un tanque que entró en producción antes que el Panther, y a diferencia de éste, su exterior contenía ángulos cazaproyectiles, por lo que la fortaleza del Tiger I se basaba exclusivamente en su blindaje y la buena calidad de la aleación. El Tiger II o Königstiger sí fue diseñado con ausencia de ángulos cazaproyectiles. 
Las planchas de blindaje eran planas, con una construcción entrelazada. Las uniones por soldadura eran también de alta calidad, siendo las partes divididas y soldadas en vez de remachadas. Un motor de gasolina en la parte posterior impulsaba los piñones delanteros, que estaban montados debajo del vehículo. Para la suspensión se utilizaron barras de torsión similares a las del Panzer III. La torreta dejaba un espacio libre de 157 cm. El cierre del cañón y su mecanismo de disparo eran derivados del famoso cañón antiaéreo 88.
El blindaje del tanque tenía un punto débil que los soviéticos descubrieron y explotaron. Los radiadores eran vulnerables a los disparos de fusil antitanque efectuados desde el lateral y la parte trasera. La infantería o los tanques ligeros de protección no siempre estaban donde y cuando se les necesitaba, y cuando los Tiger I debían atravesar posiciones ocupadas por la infantería rusa, ésta abría fuego graneado sobre las zonas vulnerables, poniendo en serios apuros a los tanques.

### Potencia de fuego

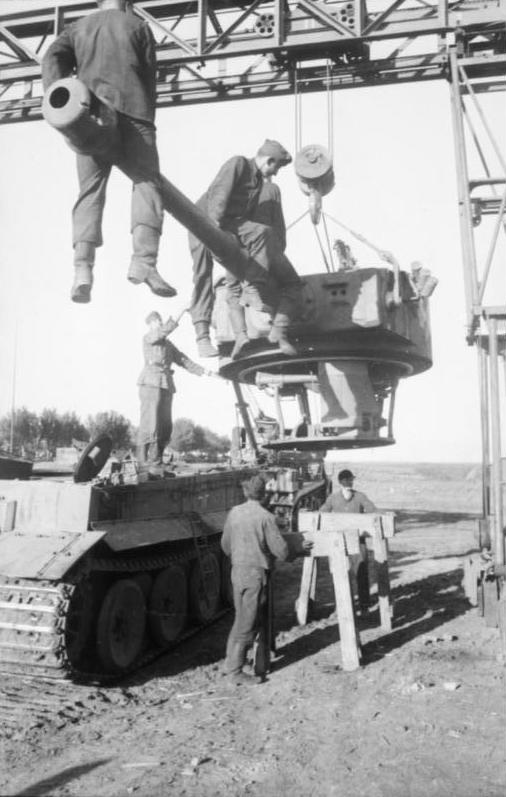
Torreta separada para su mantenimiento.

El cañón KwK 36 L/56 de 88 mm fue la variante escogida para el Tiger y fue, junto con el Kwk 43 L/71 de 88 mm del Tiger II, uno de los cañones más efectivos y temidos en la Segunda Guerra Mundial. 
El cañón del Tiger I tenía una trayectoria muy plana y miras telescópicas Zeiss TZF 9b muy precisas. En ensayos británicos durante la contienda, acertó cinco impactos sucesivos en un blanco de 40 x 45 cm a unos 1.200 m. Hay informes de tanques Tiger I que alcanzaron a su enemigo a distancias mayores de aproximadamente 1.600 m (una milla), si bien la mayoría de los combates tenían lugar a distancias bastante menores. En una ocasión se informó de un T-34 destruido por un Tiger a una distancia récord de 3.900 m, aunque claramente este fue un tiro de suerte. La mayoría de los disparos alemanes se efectuaban entre 800-1.200 m, pues la munición era cara y no se podían permitir desperdiciarla, así como sus enemigos podían abrir fuego antes sin dichos problemas.[cita requerida]
El tamaño del Tiger I forzó la introducción de nuevas y complejas tecnologías, planteando a los ingenieros una serie de desafíos técnicos que no fueron completamente superados. La torreta de 11 t tenía un motor hidráulico accionado por el impulso del motor principal; incluso así, tardaba un minuto en poder hacer una rotación completa. El tanque tenía las ruedas de intervalo triples, por lo que conseguía mejor velocidad a campo través, pero también hacía su mantenimiento más difícil. Una parte de la precisión de la artillería, además de las virtudes de las miras, la pieza y el entrenamiento, era el sistema de triple ajuste de velocidad de giro de la torreta. El artillero disponía de un sistema de "marchas" para regular la velocidad de giro de la torreta. Si la "marcha" más fina era la que se empleaba en la fase final del apuntado contra objetivos lejanos, la torreta tardaba casi un minuto en ejecutar una rotación de 360 grados, lo que facilitaba mucho la tarea de lograr impacto con el primer proyectil. 
El sistema de percusión eléctrica también impresionó a las tripulaciones, y los proyectiles para el cañón del Tiger I eran distintos de otros modelos de 88 mm, debido al sistema de percusión eléctrica del proyectil, muy útil sobre todo a partir de los 2.000 m al eliminar la ligera imprecisión causada por la percusión mecánica del cartucho.

### Movilidad

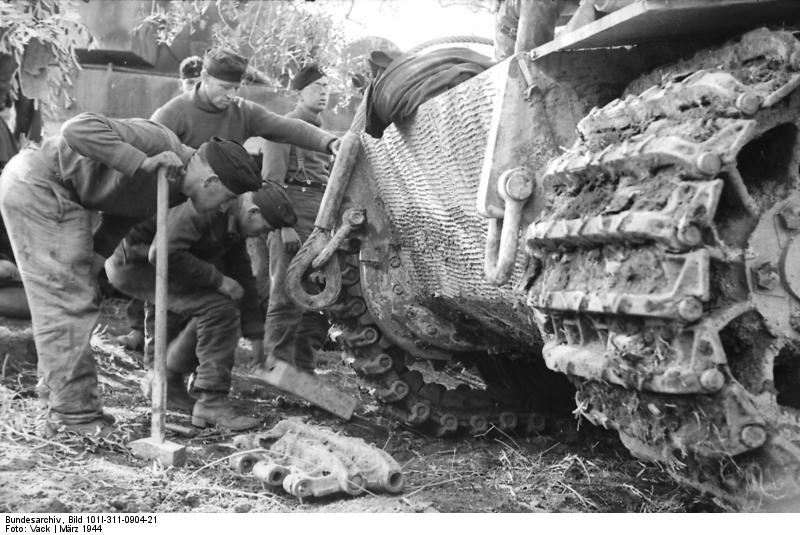
Reparación de las orugas del Tiger I.

Las ruedas de acero y caucho estaban montadas en 16 ejes independientes, lo que proporcionaba una conducción suave y estable para un vehículo de gran tamaño. El sistema tenía sus desventajas: las ruedas podían llenarse de fango o nieve que podía congelarse. Los soviéticos descubrieron esto y en ocasiones decidían realizar los ataques por la mañana, cuando los Tiger I estaban prácticamente inmovilizados, aunque fue una táctica empleada no solo contra este tanque, sino incluso contra la infantería, que en muchos casos no podía disparar sus armas o arrancar sus vehículos.[cita requerida] Pese a todo, el Tiger I fue uno de los diseños más fiables de todo el arsenal alemán.
Las orugas tenían un ancho de 725 mm. Para resolver las restricciones entre el peso y la superficie de las orugas, la fila externa de ruedas tuvo que ser eliminada, y se estrecharon a 520 mm. El tanque era demasiado pesado para la mayoría de los puentes, así que fue diseñado para vadear hasta una profundidad de 4 m. Esto requería esnórqueles para la ventilación y refrigeración. Para realizar una inmersión, se necesitaban unos 30 minutos de preparación. La torreta y el cañón debían estar en posición frontal y tapados.

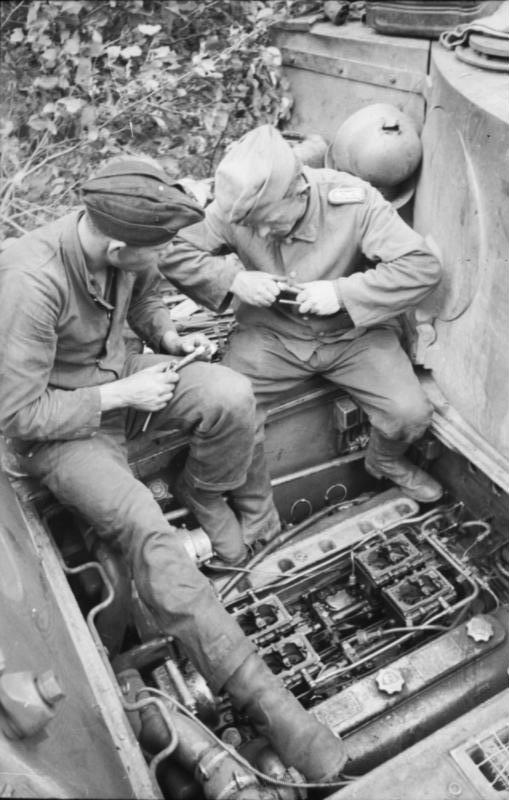
Mecánicos reparando el motor de un Panzer VI Tiger.

El tema del peso y los puentes hacía que, antes de planear una operación, fuera vital buscar puntos de cruce seguros, y pese a todo muchas veces no lo eran tanto. La presión que soportaban los ingenieros era muy intensa, ya que además de tener que acondicionar un puente para el paso de tal vez solo 3 o 4 vehículos (por su gran efectividad los Tiger I eran muy demandados, con lo que no era raro que se operase a nivel de 3-4 tanques en apoyo de una zona, tener reunida una fuerza de más de una Compañía era motivo de alegría para las tripulaciones), el enfado del mando si la construcción cedía y el valioso Tiger se iba al agua solía ser notable. Con tiempo solían ser recuperables, pero los cruces de puente obligaban a que los compañeros del conductor descendieran del tanque, se aligeraba lo más posible y avanzaba con una velocidad mínima, sin cambiar marchas ni acelerar. Cuando había tiempo, incluso se le descargaba la munición y la mayor parte del combustible, para aumentar las oportunidades de cruzar con éxito. Precisamente este factor hacía en ocasiones que el empleo del Tiger I no fuese factible.
Otra característica fue la caja de cambios hidráulica controlada por preselector y la transmisión semiautomática. El peso extremo del tanque también significó un nuevo sistema de dirección. En vez de los sistemas de embrague y freno de los vehículos más ligeros, se utilizó una variante del sistema británico Merritt-Brown. El motor era inicialmente un Maybach de gasolina, de 21 litros de cilindrada y 590 cv, que pronto se descubrió insuficiente, por lo cual sería sustituido por un HL 230 P45 de 23,88 L.
El tanque tenía una mayor movilidad de lo que se cree, cosa muy distinta en el Tiger II. Como pasaba con todos los tanques pesados, el fango era uno de sus principales enemigos. Cuando se operaba desde posiciones defensivas, era común que el comandante de cada tanque se diese un paseo al amanecer para comprobar los efectos de las lluvias o el fuego de hostigamiento nocturno sobre el terreno. Sabedores de esto, los rusos solían abrir fuego con morteros sobre los cuellos de botella donde suponían que acechaban los Tiger I, con la esperanza de "cazar" a algún comandante de tanque, lo cual en ocasiones conseguían.

### Otros puntos del diseño
La disposición interna era típica de los tanques alemanes. Delante estaba el compartimento de tripulación, con el conductor y el radio-operador sentados al frente. Detrás de ellos, el piso de la torreta, rodeado de paneles para formar un nivel de superficie continuo. Esto ayudaba al cargador a recuperar la munición que estaba guardada en ambos laterales. Dos hombres estaban sentados en la torreta: el artillero a la izquierda del cañón, y el comandante detrás de este. El cargador disponía de un asiento retráctil en la torreta. La parte posterior tenía el motor flanqueado por dos compartimentos que contenía cada uno un tanque de combustible, un radiador y ventiladores.
Aunque el Tiger I era uno de los tanques más fuertemente armados y blindados de la Segunda Guerra Mundial y un oponente formidable para los tanques aliados, su diseño fue conservador y tenía fallos serios. Las planchas de blindaje planas eran simples comparadas con el blindaje inclinado del T-34, requiriendo un incremento masivo del peso para proporcionar suficiente protección. El peso del tanque creaba desgaste en la suspensión, mientras que el sistema complejo de ruedas requería un mantenimiento exhaustivo. El sofisticado sistema de transmisión también era propenso a fallos.
Uno de los mayores problemas del Tiger I fue su alto coste de producción. Durante la Segunda Guerra Mundial se construyeron más de 40.000 Sherman estadounidenses y 84.000 T-34 soviéticos, comparados con los 1.350 Tiger I y los 500 Tiger II. Los diseños alemanes eran costosos en términos de tiempo, materiales y dinero: el Tiger I costaba el doble que el Panzer V y cuatro veces más que el Stug III.

## En combate
Los Tiger I podían destruir a la mayoría de sus oponentes, los T-34, M4 Sherman o Churchill IV a distancias superiores a 1.600 m. Como contraste, el cañón de 76,2 mm del T-34 no podía perforar al Tiger I frontalmente a cualquier distancia, pero podía penetrar el blindaje lateral a 500 m disparando la munición BR-350P APCR. 
En el otoño de 1942, los primeros tanques "Tiger" llegaron al Frente Oriental para realizar pruebas, pero seis de ellos fueron destruidos por disparos de obuses soviéticos de 122 mm (1225º Regimiento de Obuses de la Artillería del Ejército Rojo) en el bosque cerca de la estación de tren de Mga en la óblast de Leningrado. La aparición de nuevos tanques pesados alemanes causó preocupación. En enero de 1943, la URSS probó todas las armas antitanque soviéticas en un tanque Pz.Kpfw. VI "Tiger" capturado. Como resultado, se estableció que el cañón de 85 mm penetra el blindaje de un tanque alemán.
El cañón de 85 mm del T-34/85 podía perforar al Tiger frontalmente a una distancia de 1000 m, y en los lados a más de 1000 m. El cañón de 122 mm del IS-2 podía destruir al Tiger I a distancias mayores de 1000 m desde cualquier punto.
El cañón de 75 mm del M4 Sherman no podía penetrar frontalmente al Tiger a cualquier distancia y necesitaba estar dentro de los 500 m para conseguir una perforación lateral. El cañón británico de 17 libras del Sherman Firefly, disparando munición APDS podía destruir al tanque alemán a más de 1.500 m, aunque esta munición fue muy escasa. El cañón de 76 mm disparando la munición común APCBC si podía perforar el blindaje frontal, pero tenía que estar dentro del radio de 1000 m para un impacto con éxito.

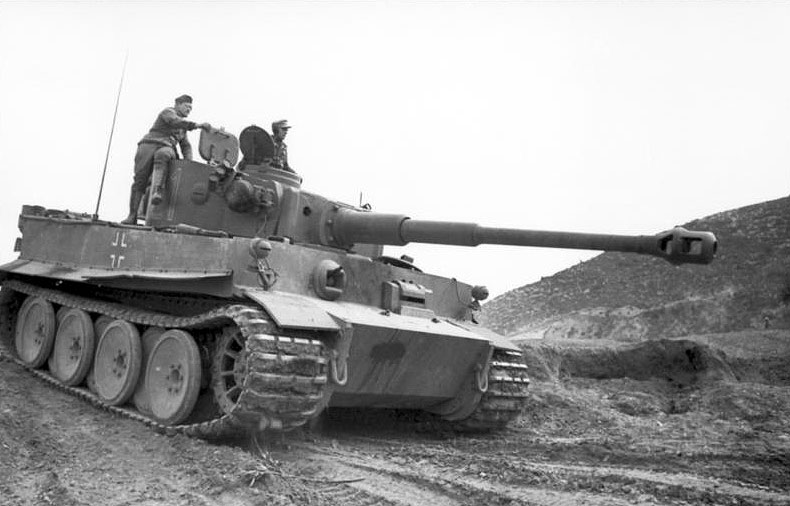
Tiger I en Túnez, enero de 1943.

Cuando las distancias se acortan, los cañones pueden causar más daño. La potencia de fuego del Tiger I significaba que podía destruir a sus oponentes en distancias que ellos no podían responder efectivamente. Esta era su mayor ventaja táctica en terreno abierto. Los tanques enemigos debían flanquear para poder destruir un Tiger I, algo aplicable a la mayoría de los tanques pesados alemanes, que en los espacios cerrados eran fácilmente destruidos, pues su baja movilidad y velocidad los hacían vulnerables a las armas, que a cortas distancias sí eran letales.
El Tiger I entró en acción por primera vez en septiembre de 1942 durante la ofensiva soviética de Siniavino, cerca de Leningrado. Bajo la presión de Hitler se puso al tanque en acción meses antes de lo planeado y los primeros modelos demostraron que eran mecánicamente frágiles. En su primera acción el 23 de septiembre de 1942, algunos de los primeros Tiger fueron destruidos. Otros fueron alcanzados por la artillería antitanque soviética. Uno de los tanques fue capturado prácticamente intacto y posteriormente transportado a Moscú, lo que permitió a los soviéticos realizar estudios y preparar una respuesta adecuada.
En los primeros combates en el norte de África, el Tiger I podía dominar a los tanques aliados en terreno abierto. Sin embargo, los fallos mecánicos significaban que raramente podían entrar en acción. En una repetición de la experiencia de Leningrado, al menos un Tiger fue alcanzado por los cañones antitanque británicos de seis libras. Estas experiencias demostraron que las armas fabulosas no eran el sustituto de las tácticas correctas.

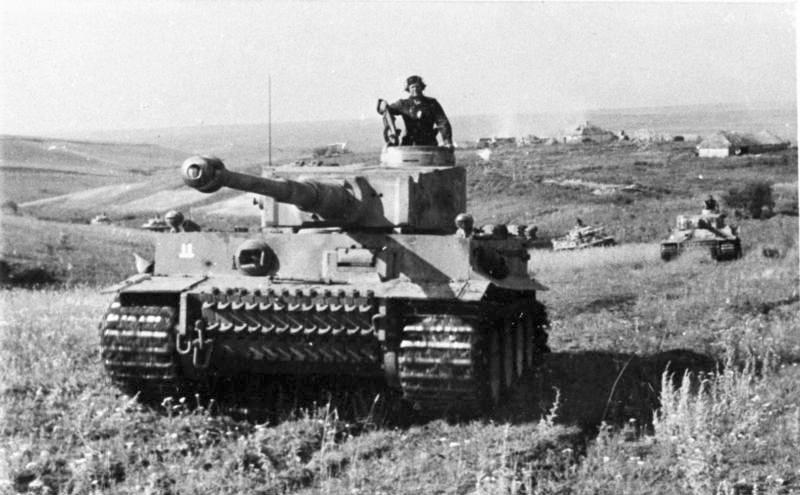
Tiger I en la Batalla de Kursk

En la ofensiva de Kursk, el Tiger tuvo un gran éxito en combate. Entre el 1 de julio de 1943 y el 1 de septiembre del mismo año, el s.Pz.Abt 503 afirmó haber destruido 501 tanques enemigos (en su mayoría T-34, pero también KV-1 y una pequeña porción de tanques británicos, de hecho unos 50 Churchill fueron desplegados en el sector central del saliente y lo pasaron bastante mal en sus encuentros con la nueva generación de Panzer), 388 cañones antitanque (de 76,2 mm y algunos antiaéreos de 85 mm), 79 piezas de artillería pesada y 7 aviones, estos últimos destruidos aparentemente al arrasar un aeródromo. En el mismo período el batallón perdió 18 Tiger I destruidos sin posibilidad de reparación, 7 de ellos incendiados. 
El Tiger I era más lento que la mayoría de los otros tanques de la guerra, pero tenía una velocidad típica para los tanques pesados y de apoyo a la infantería. La velocidad máxima era de 38 km/h, comparada con los 37 km/h de su oponente más cercano, el IS-2, aunque rara vez se llegaban a estas velocidades debido a los problemas que generaban para todos los componentes mecánicos. Ambos eran más lentos que los tanques medios, y mucho menos manejables.
El blindaje y la capacidad de fuego del Tiger I eran temidos por todos sus oponentes. Una táctica Aliada era enfrentarse al Tiger como un grupo, uno atrayendo la atención de la tripulación del Tiger I, mientras que los otros atacaban por los laterales o la parte posterior, algo que ya hacían los Panzer III contra los primeros T-34. Ya que la munición y el combustible se almacenaban en los laterales, un impacto directo lateral solía destruir al tanque.
Los Tiger I eran utilizados en batallones de tanques pesados bajo el mando del Ejército alemán. Se desplegaban en sectores críticos, para realizar operaciones de ruptura del frente o contraataques. Algunas divisiones, como la División Großdeutschland o divisiones del Waffen-SS, tenían un puñado de Tiger. El Tiger I está asociado particularmente al SS-Haupsturmführer (Capitán) Michael Wittmann y el 501° Batallón SS de Tanques Pesados, que fue uno de los comandantes de tanque más exitosos de la Segunda Guerra Mundial.

## El Tiger capturado en 1943

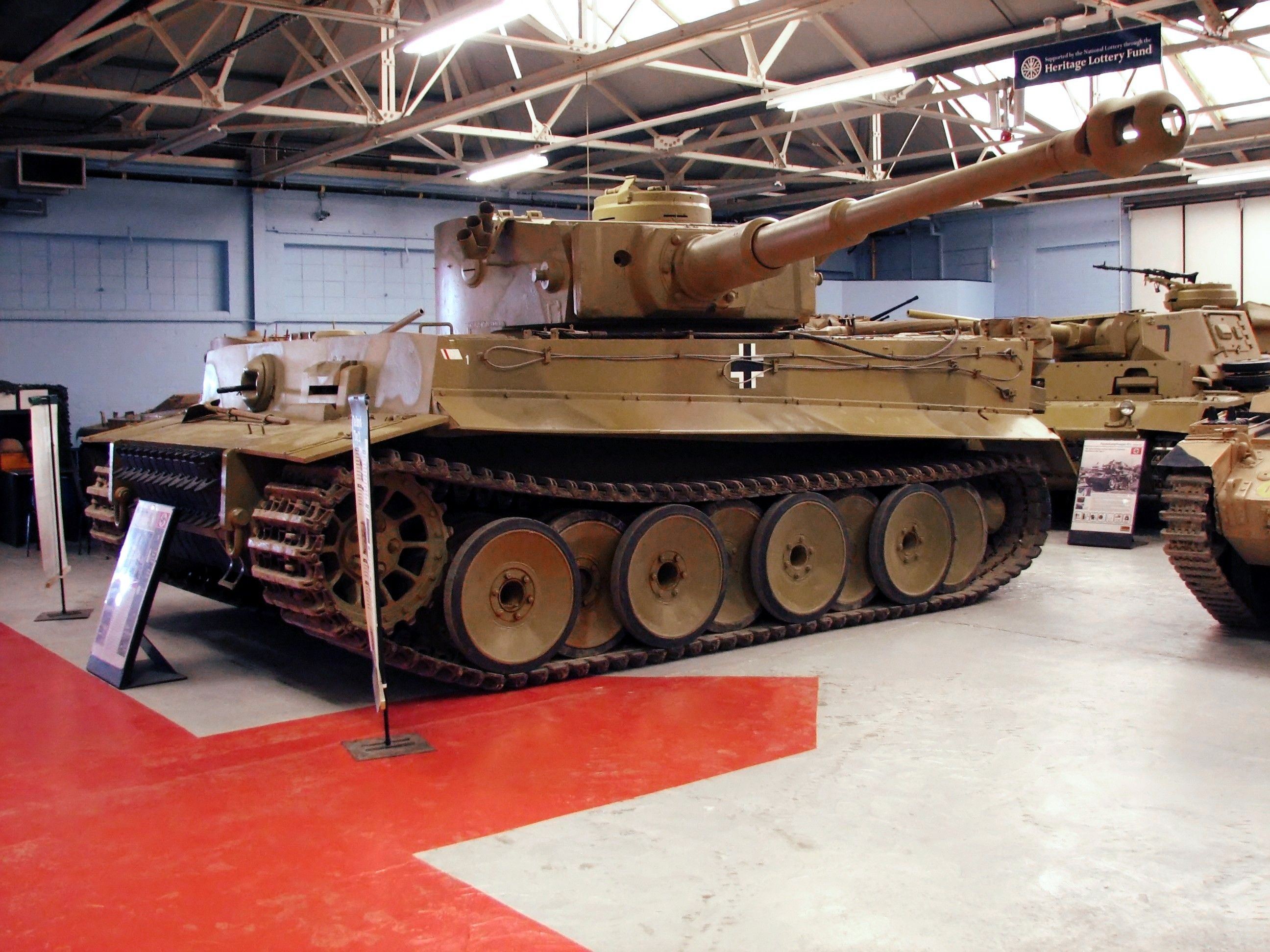
El Tiger capturado en Túnez en 1943, actualmente en el Museo del tanque de Bovington.

En mayo de 1943, un Tiger I del Afrika Korps (número de torreta 131) fue capturado después de un combate contra tanques Churchill en Túnez. Fue reparado y exhibido en Túnez antes de ser enviado a Inglaterra para una inspección cuidadosa. Los Aliados occidentales, sin embargo, hicieron poco para prepararse para combatir al Tiger I a pesar de que el nuevo tanque era superior a los propios.
Esta conclusión estaba basada en parte en la correcta estimación de que el Tiger sería producido en un número relativamente pequeño. También se basaba en la doctrina del Ejército de los Estados Unidos, que no enfatizaba el combate entre tanques, confiando en su lugar en el uso de cazacarros y ataques aéreos.
El tanque capturado fue entregado el 25 de septiembre de 1951 al Museo del tanque de Bovington por el Ministerio de Suministros británico. En junio de 1990, se realizaron reparaciones para que el tanque pudiera ponerse en funcionamiento. En diciembre de 2003, el Tiger 131 regresó al museo con un motor completamente funcional tras una extensa restauración.

## La respuesta soviética
El Tiger I nació como respuesta a la resistencia que opusieron los modelos soviéticos T-34 y KV-1 durante la Operación Barbarroja. Tal resistencia se fundamentaba, básicamente, en su mejor blindaje y su mayor potencia de fuego. Además del Tiger I, el ejército alemán otorgó prioridad a la creación del Panzer V Panther para lograr superioridad sobre los blindados soviéticos.
Hasta la aparición del Tiger I y en lo que a tanques respecta, los soviéticos habían puesto el acento más en la cantidad de unidades producidas que en su calidad. Las modificaciones más innovadoras solían despreciarse y solo se permitían pequeños ajustes porque, si no, el ritmo de producción hubiera disminuido. Así que la reacción soviética tuvo que adoptar varias formas. 
Por un lado, se probó la instalación de cañones más potentes. El D-5T dio buenos resultados, especialmente en el T-34. Más tarde se usó el ZiS-S-53.
Por otra parte, se puso énfasis en el desarrollo de un cañón autopropulsado de 152 mm. El SU-152 pasó del concepto de diseño a las pruebas sobre el terreno en solo 25 días. A pesar de haber sido concebido como artillería autopropulsada, rápidamente se transformó en un potente cazacarros pesado. 
Finalmente, la combinación de estas innovaciones tecnológicas dieron como resultado el Iósif Stalin 2, dotado con un cañón de 122 mm y plenamente operativo a principios de 1944.

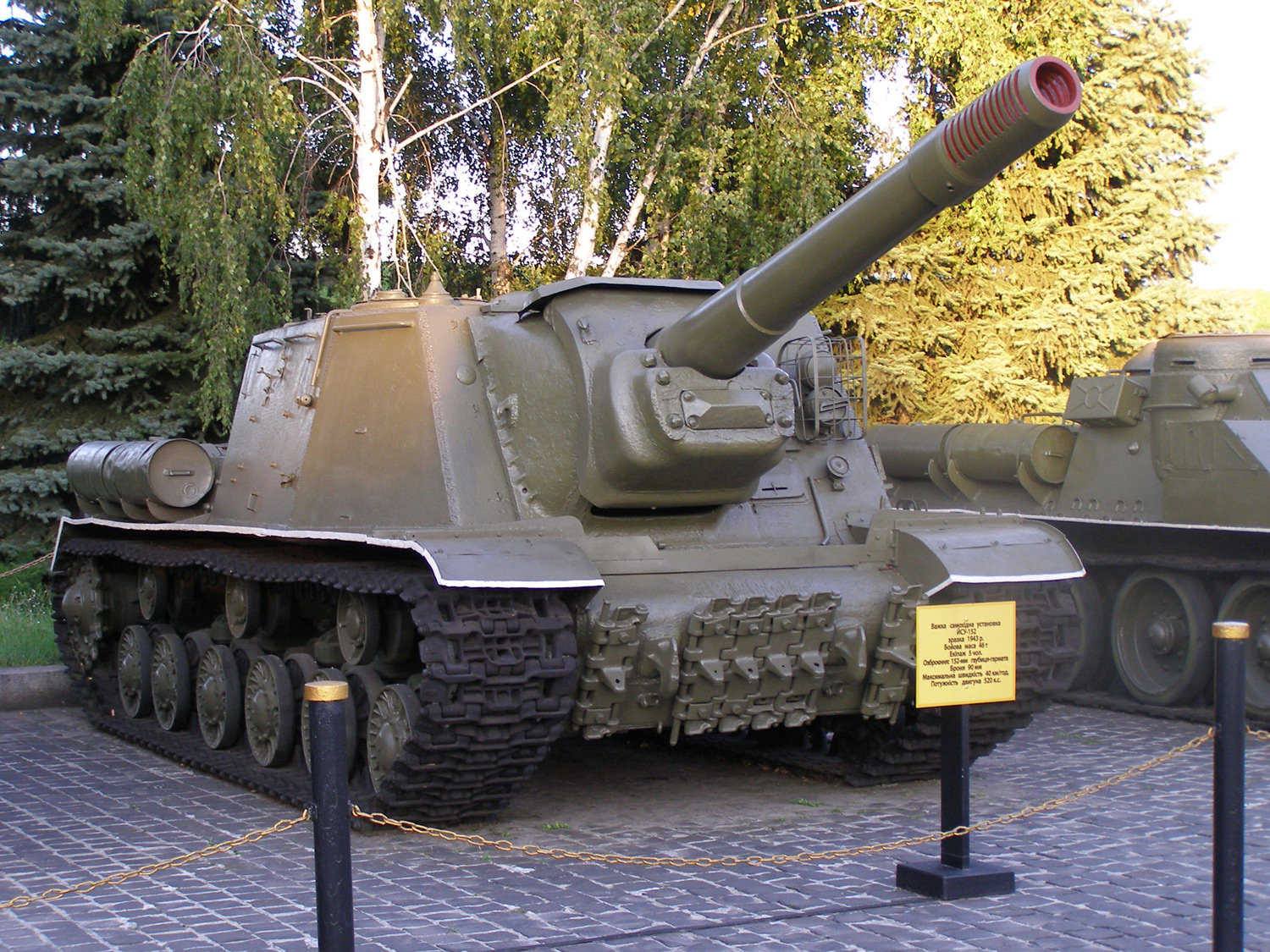
El SU-152, la respuesta soviética al Tiger I.

El mayor desafío para los tanques soviéticos eran sus producciones en masa frente a la escasez de producción de los diseños pesados alemanes. Se construyeron entre 84.000 T-34 junto con 260 KV-1 y cerca de 42 IS-2. Un total de 60 tanques medios y pesados soviéticos frente a los 1.350 Tiger que en todo momento fueron insuficientes. Esto fue debido a que era un proyecto de baja prioridad, es decir, las producciones de Panzer IV y V debían cumplirse a toda costa y solo a principios de 1945 se le dio prioridad al Tiger II, cuando ya no se podía acelerar demasiado la producción a causa de los incesantes bombardeos aéreos. De todos los T-34, unos 48.000 eran del modelo 85 (con cañón de 85 mm) capaces de poner fuera de combate a los Tiger y Panther frontalmente, con lo que los tanques pesados alemanes comenzaron a tener serias dificultades para vencer en combates directos debido al número de efectivos.
Además de la producción, la tasa media de bajas de 5,74 a 1 a favor de los Tiger I no era suficiente. Algunas unidades equipadas con el Tiger I superaron esta tasa, como la 13 Compañía/Regimiento Panzer Grossdeutschland (16,67 a 1), la SS-Panzer-Abteilung 103 (12,28 a 1) y la Panzer-Abteilung 502 (13,08 a 1). Se debe tener en cuenta que muchas de estas bajas, sobre todo de tanques T-34, se debieron a que el modelo soviético aún llevaba el cañón de 76,2 mm, que con muchas dificultades podía enfrentarse a este tanque, de los tanques ligeros como los T-70 y Los BT-7M que se empleaban como tanques medios a pesar de ser tanques ligeros.

## Supervivientes

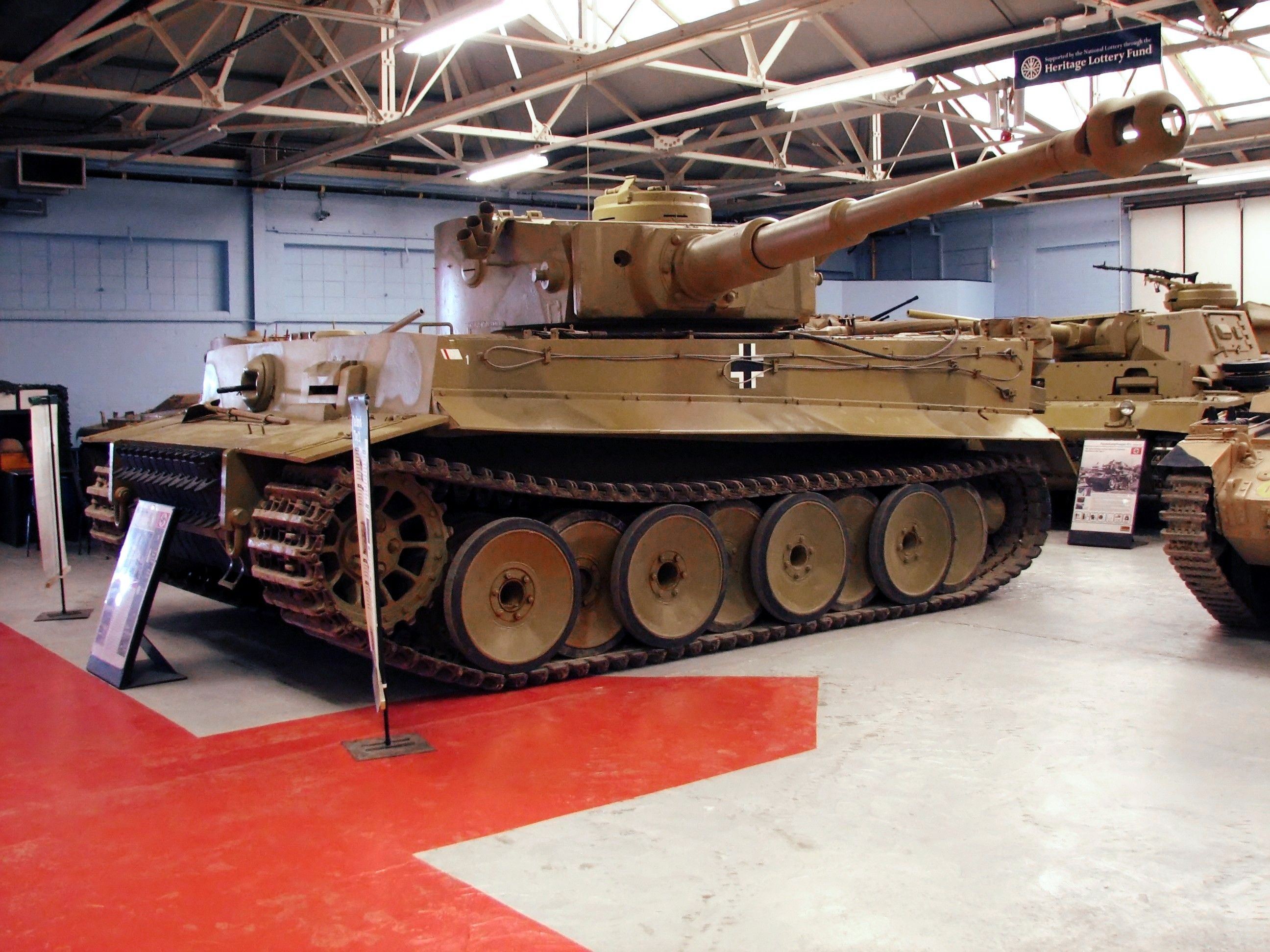
El Tiger 131 del Museo de tanques de Bovington, Reino Unido.
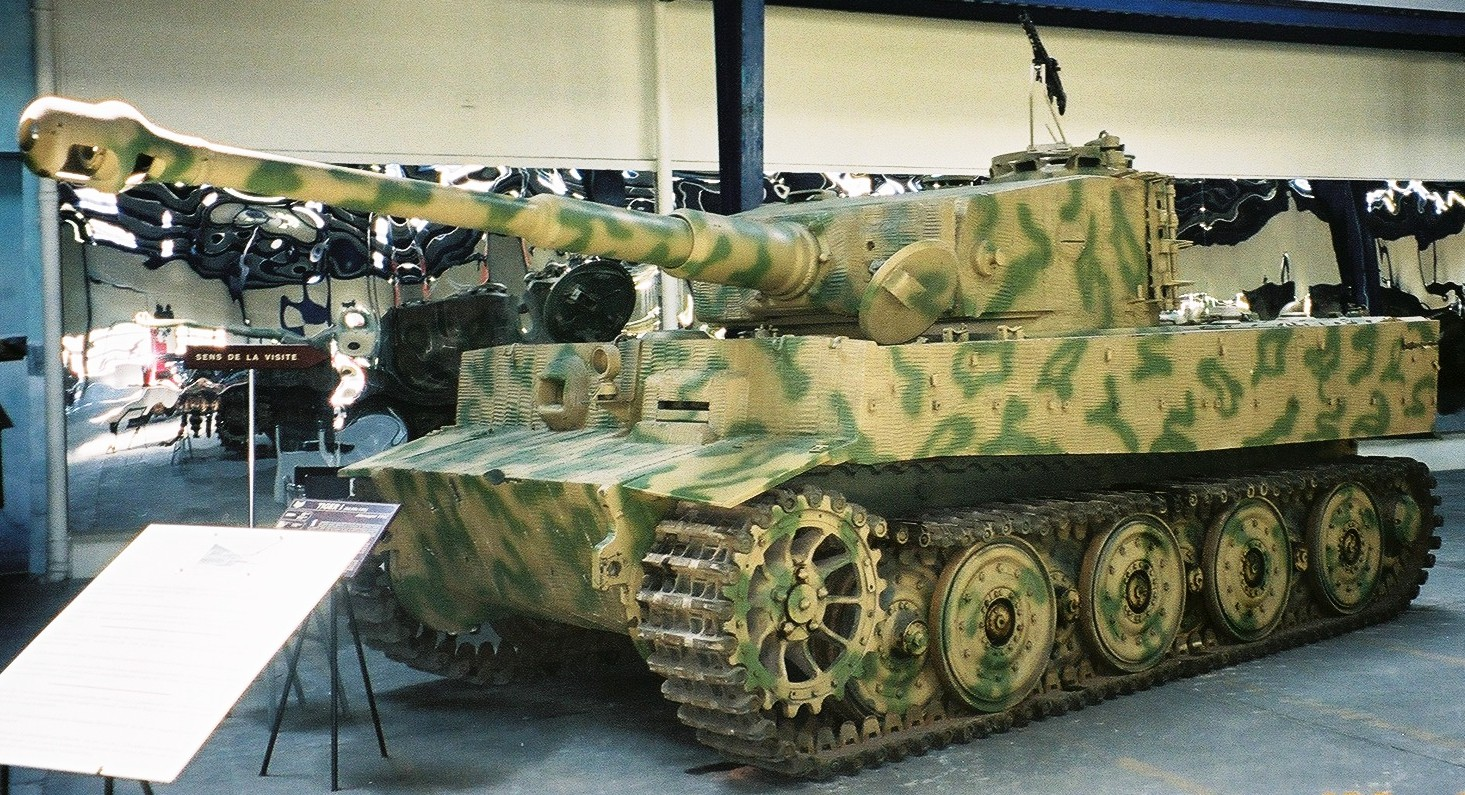
El Tiger I Colmar del Museo de Blindados de Saumur, Francia.
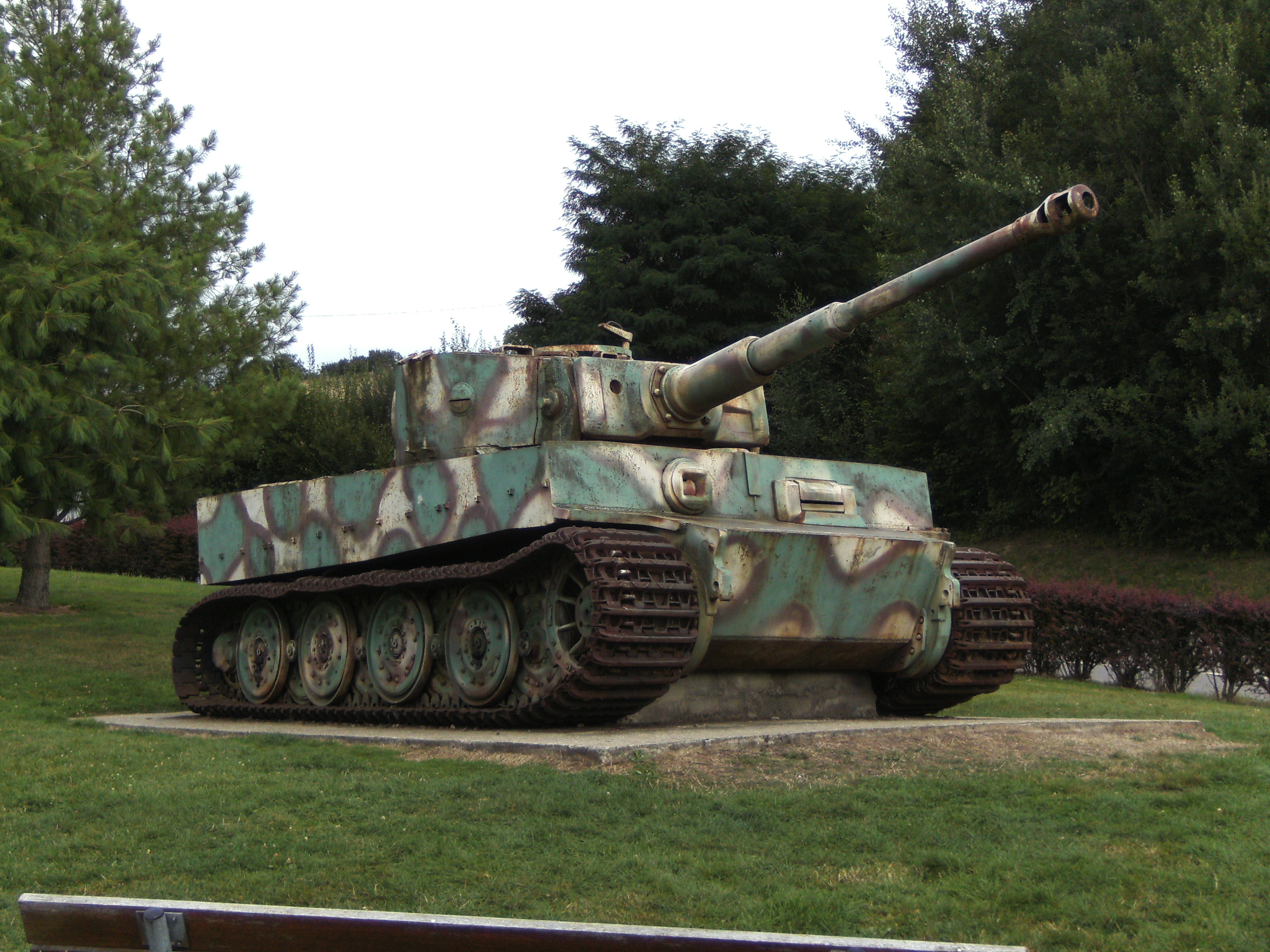
Tiger I como monumento en Vimoutiers, Francia.
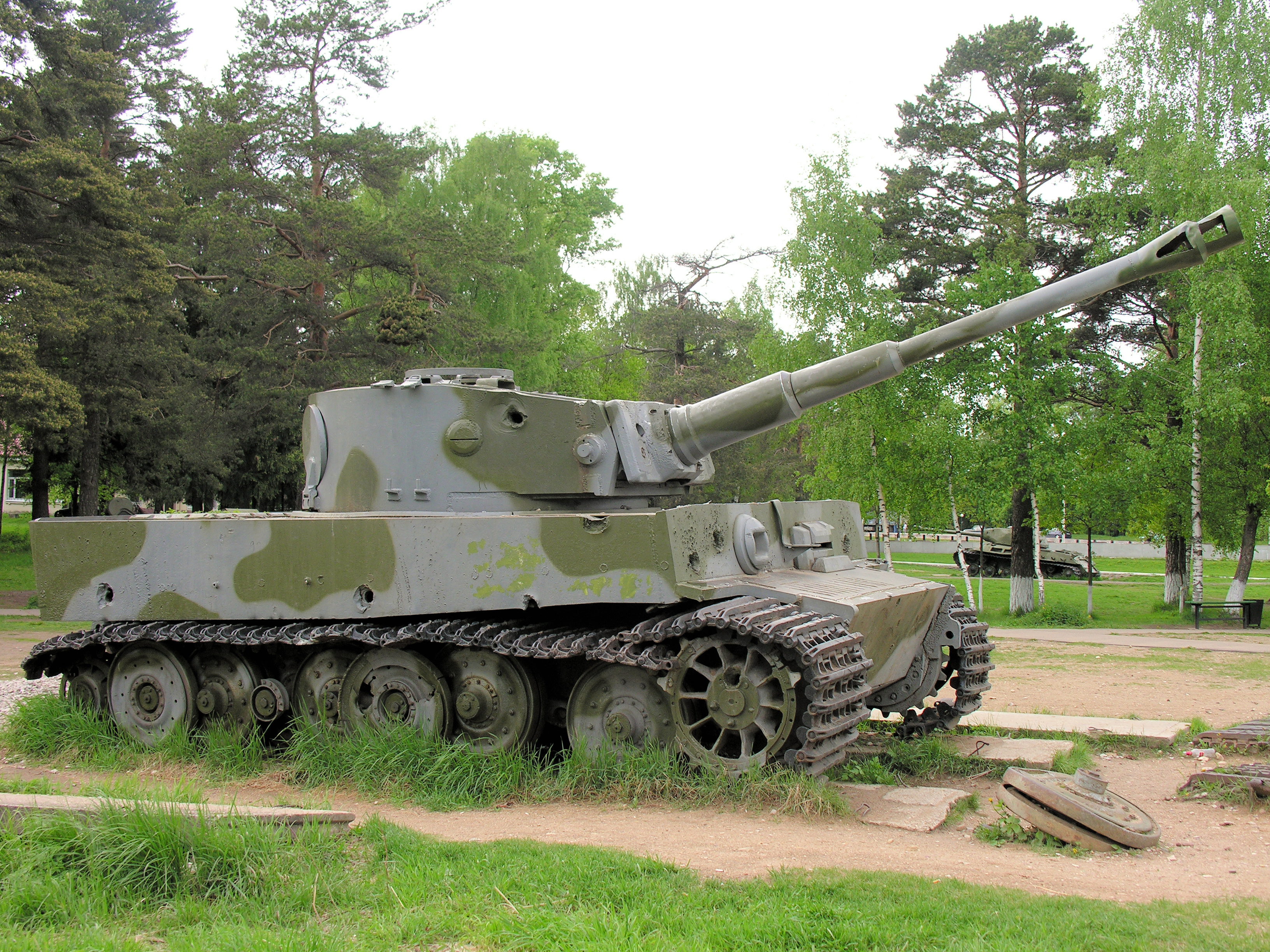
El tiger I del Museo de Historia Militar Lenino-Snegiri, Rusia.
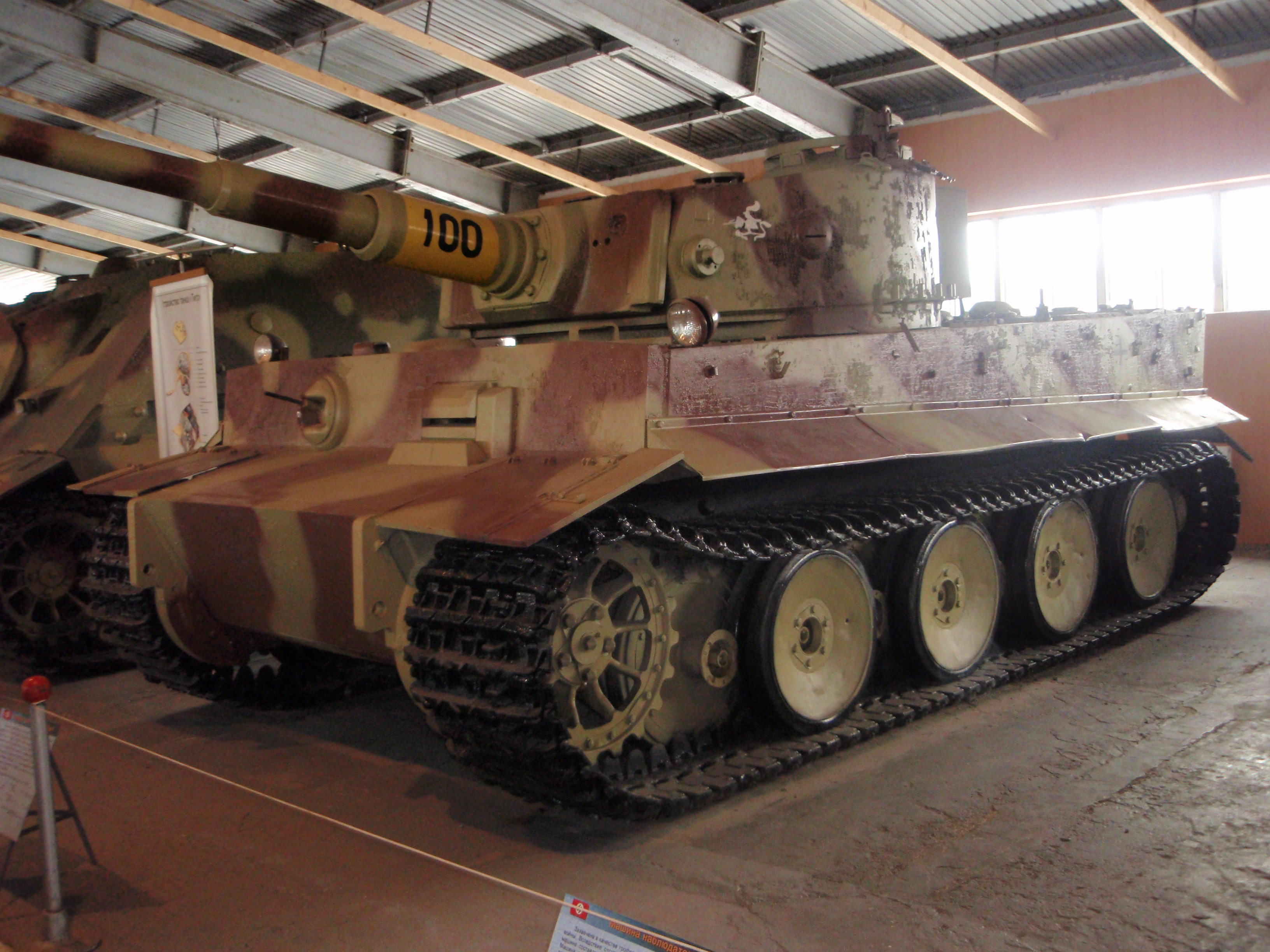
El Tiger I del Museo de tanques de Kubinka, Rusia.

### Desarrollos relacionados
- Jagdtiger
- Sturmtiger
- Panzer VI Tiger Ausf. B

### Carros de combate similares
- IS-2
- M26 Pershing

### Secuencias de designación
- Panzer I · Panzer II · Panzer III · Panzer IV · Panzer V Panther · Panzer VI Tiger/Tiger B · Panzer VII Löwe · Panzer VIII Maus